# Singa simoniana
Singa simoniana är en spindelart som beskrevs av Costa 1885. Singa simoniana ingår i släktet Singa och familjen hjulspindlar. Inga underarter finns listade i Catalogue of Life.